# Mercedes (Uruguay)
Pour les articles homonymes, voir Mercedes.
Mercedes est une ville de l'Uruguay et la capitale du département de Soriano. Elle est située sur la rive gauche du Río Negro, à 248 km (350 km par la route) au nord-ouest de Montevideo. 
En 2011, sa population s'élève à 41 974 habitants,
ce qui en fait la 11ème ville de l'Uruguay. Aujourd'hui, sa population est estimée à plus de 50 000 habitants.

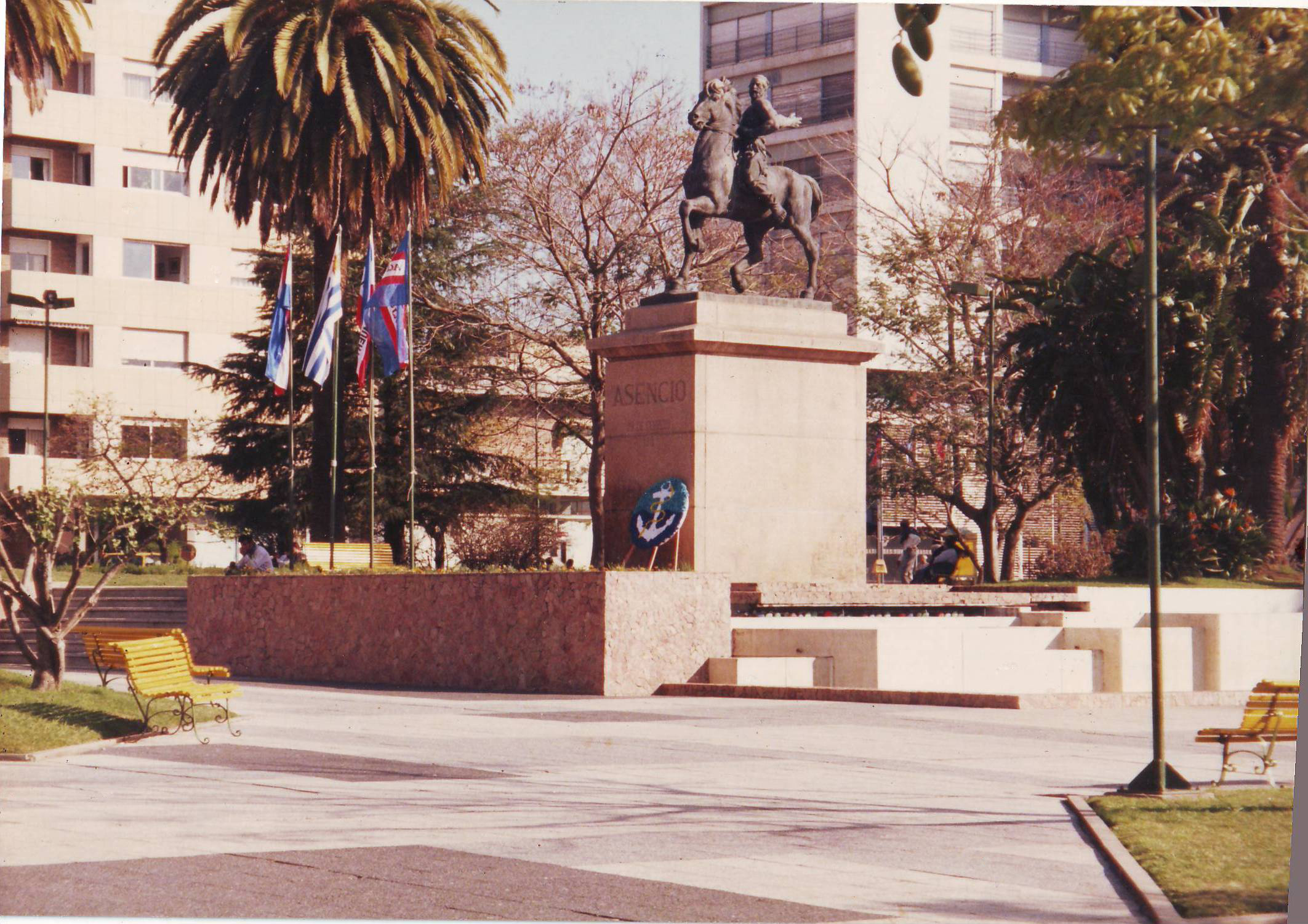
La place de l'Indépendance, centre de la ville de Mercedes.

La ville de Mercedes est l'une des principales villes de l'Ouest de l'Uruguay de par ses fonctions administratives, économiques et de communications routières. Elle est également un centre de tourisme en développement avec sa rambla, large promenade aménagée le long du Río Negro.

## Histoire
Mercedes fut fondée en 1788 par le prêtre Manuel Antonio de Castro y Careaga sous le nom de Capilla Nueva de las Mercedes.

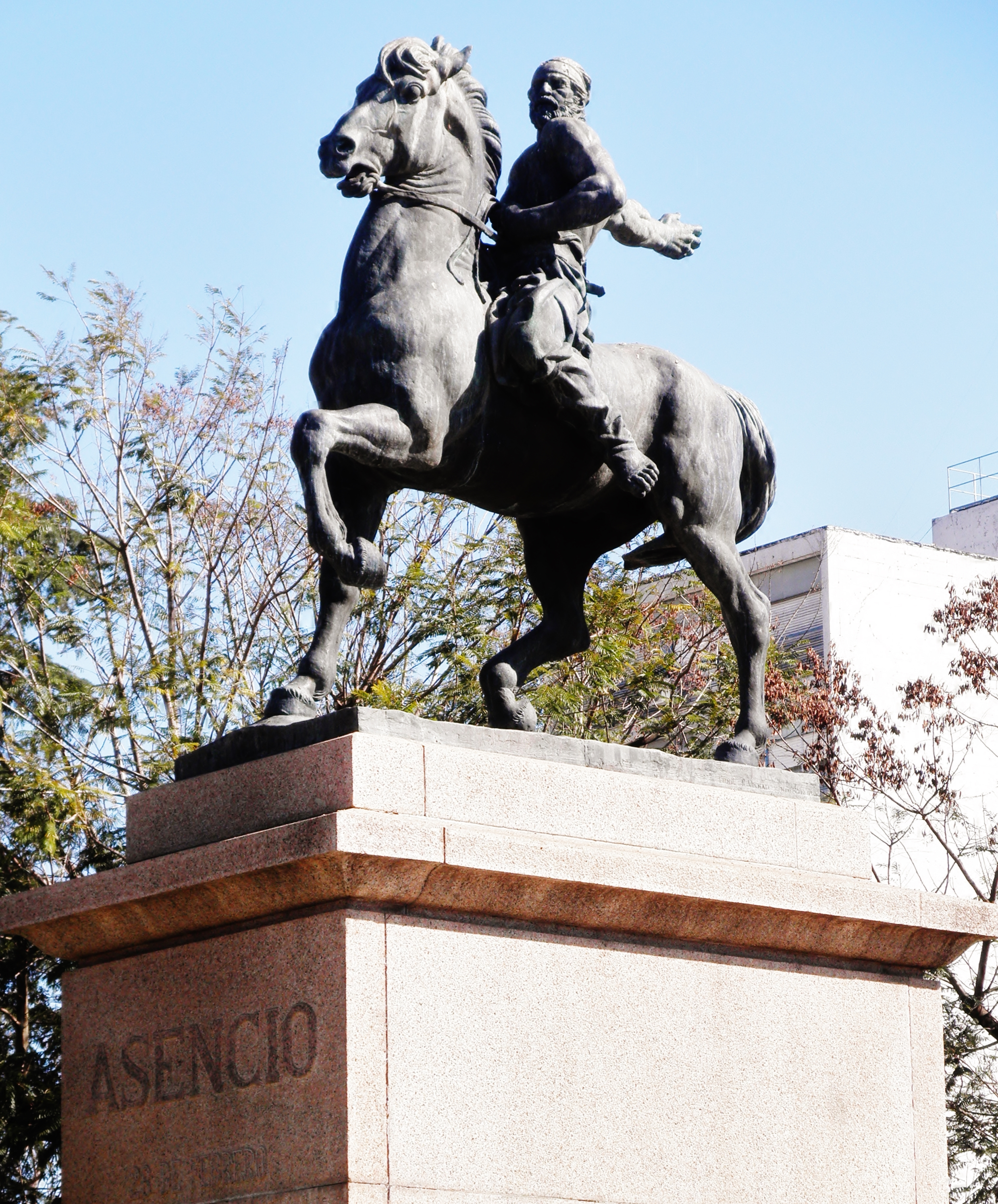
Le monument dédié au Grito de Asencio dans le centre de Mercedes.

C'est dans cette ville que se réalisa ce que l'on appelle le Grito de Asencio, qui marqua le début de la révolution du pays. Puis, le général José Artigas établit son quartier général dans l'actuel collège Notre Dame Du Verger (Colegio Nuestra Señora Del Huerto), et ce fut encore à Mercedes qu'il prononça la Déclaration de Mercedes (Proclama de Mercedes) le 11 avril 1811.
Pour toutes ces raisons, la ville a adopté la devise « Ici est née la Patrie » (Aquí nació la Patria).
En juillet 1857, Mercedes remplace la Villa Soriano comme capitale départementale et obtient le statut de ville (en espagnol : ciudad).

## Population
| 1879   | 1908   | 1925   | 1935   | 1953   |        |
| ------ | ------ | ------ | ------ | ------ | ------ |
| 4 000  | 15 700 | 16 000 | 25 300 | 34 000 |        |
| 1963   | 1975   | 1985   | 1996   | 2004   | 2011   |
| 31 400 | 34 667 | 36 702 | 39 320 | 42 032 | 41 974 |

## Économie
La ville centralise le pouvoir administratif de la Intendencia Municipal de Soriano, les activités industrielles, les événements culturels et les moyens de communication du département.

## Personnalités
- Luis Aguiar, joueur de football.
- Eduardo Víctor Haedo, homme politique et président de l'Uruguay (1961-1962).
- Juan Idiarte Borda, homme politique et président de l'Uruguay (1894-1897).
- Jordi Labanda, designer et illustrateur catalan.
- Ricardo Paseyro, écrivain franco-uruguayen.
- Marcelo Silva, footballeur.
- Juan Young, footballeur.